# 皮乌拉省
皮乌拉省（西班牙語：Provincia de Piura）位于秘鲁共和国北部的皮乌拉大区，共分为9个管辖区。面積6,211.61平方公里，2005年人口642,428人。首府皮乌拉。
该省于1861年3月20日建立。